# Rue des Halles (Paris)
Pour les articles homonymes, voir Rue des Halles.
La rue des Halles est une voie du 1er arrondissement de Paris, en France.

## Situation et accès
- Châtelet (lignes 1, 4, 7, 11 et 14)
- Les Halles (ligne 4)
- Gare de Châtelet - Les Halles (RER A, B et D)

Accès :
- par la future sortie rue Saint-Honoré (en construction)
- par l'actuelle sortie rue de la Ferronnerie
- par la sortie place Sainte-Opportune

## Origine du nom
Elle porte ce nom car, initialement, elle aboutissait aux Halles centrales de Paris.

## Historique
La rue des Halles est créée sous le Second Empire afin de réaliser un axe entre la place du Châtelet et les Halles de Paris.
Le projet est né à Biarritz dans l'imagination de Napoléon III et de l'impératrice Eugénie[réf. nécessaire].
De nombreux sculpteurs de renom[Qui ?] dans l'entourage artistique de l'impératrice ont participé à la réalisation des multiples cariatides et ornements de façades des trente-deux immeubles de la rue.
La construction de la rue des Halles est votér le 21 juin 1854 et sa construction est achevée en 1870, vingt-deux ans après l'ouverture de la rue de Rivoli et douze après l'inauguration du boulevard de Sébastopol.
La nouvelle voie absorbe tout ou partie des rues : 
- rue de la Tonnellerie (en partie) ;
- rue de la Poterie (en partie) ;
- rue des Bourdonnais (en partie) ;
- rue Saint-Honoré (nos 1 à 31 et 2 à 32) ;
- rue au Lard (en partie) ;
- rue de la Lingerie (en partie) ;
- rue de la Limace (en partie) ;
- rue des Déchargeurs (en partie) ;
- rue des Fourreurs (en totalité) ;
- rue de la Vieille-Harangerie (en partie) ;
- rue Lenoir-Saint-Honoré (en partie) ;
- rue des Lavandières-Sainte-Opportune (une petite partie) ;
- impasse Rollin-Prend-Gage (en totalité) ;
- rue de la Tabletterie (en totalité).

La rue des Fourreurs a été supprimée mais quatre maisons de cette rue existent encore, les actuels nos 12, 14, 16 et 18 de la rue des Halles.
Elle se transforme brutalement à la fin des années 1960, avec la création du marché international de Rungis et le transfert de l'activité des Halles à Rungis, et le déménagement en août 1971 des pavillons Baltard. Le Forum des Halles commence à être édifié, de nouvelles boutiques apparaissent rue des Halles, appartenant au secteur de la mode, telles que la boutique Upla, et les magasins Chipie. Mais pendant les années 1970, face à la rue des Halles et avant l'inauguration du Forum en 1979, prédomine un chantier baptisé « trou des Halles ».

## Bâtiments remarquables et lieux de mémoire

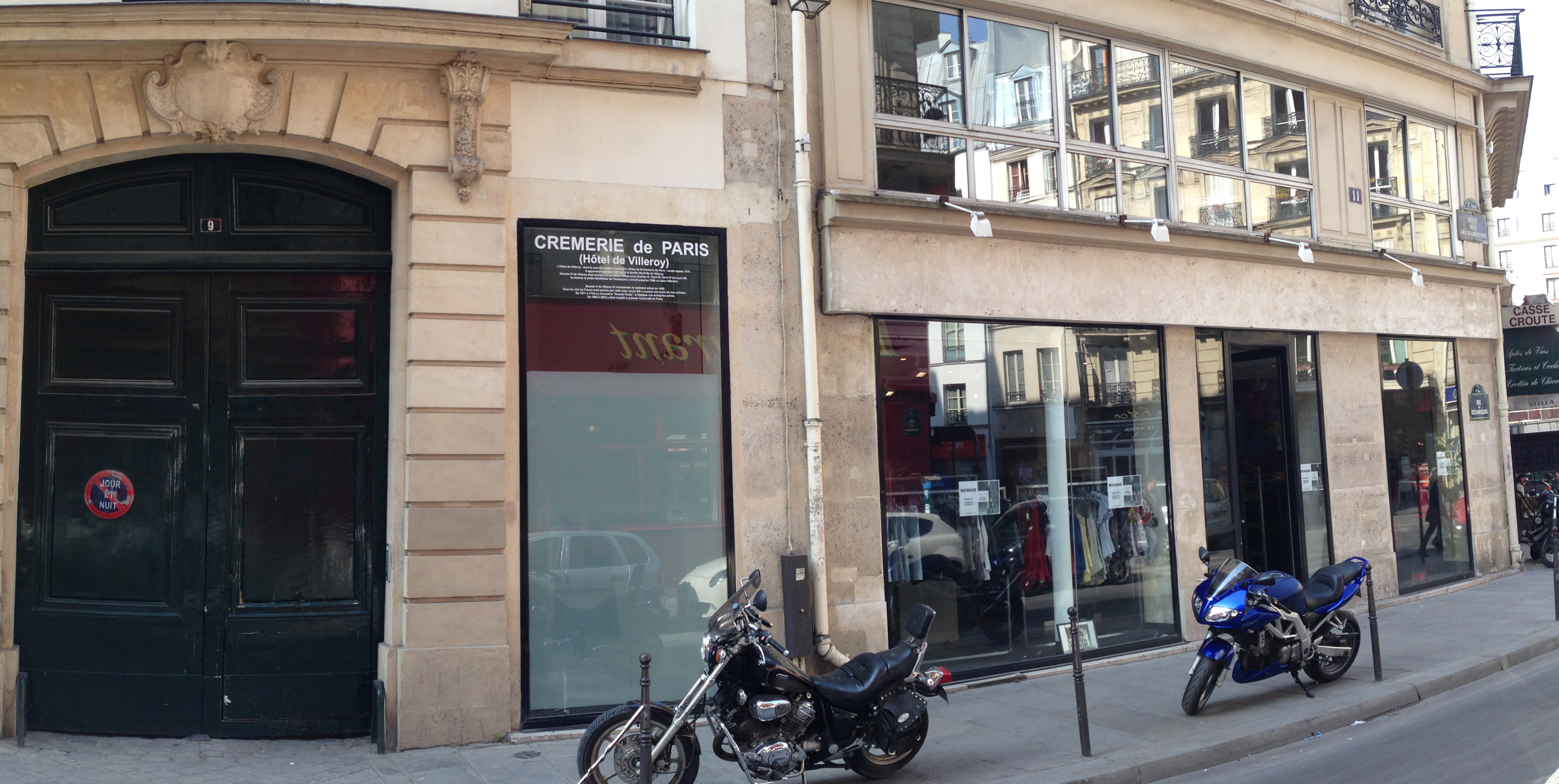
Entrée de l'hôtel de Villeroy à la gauche de la Crémerie de Paris.

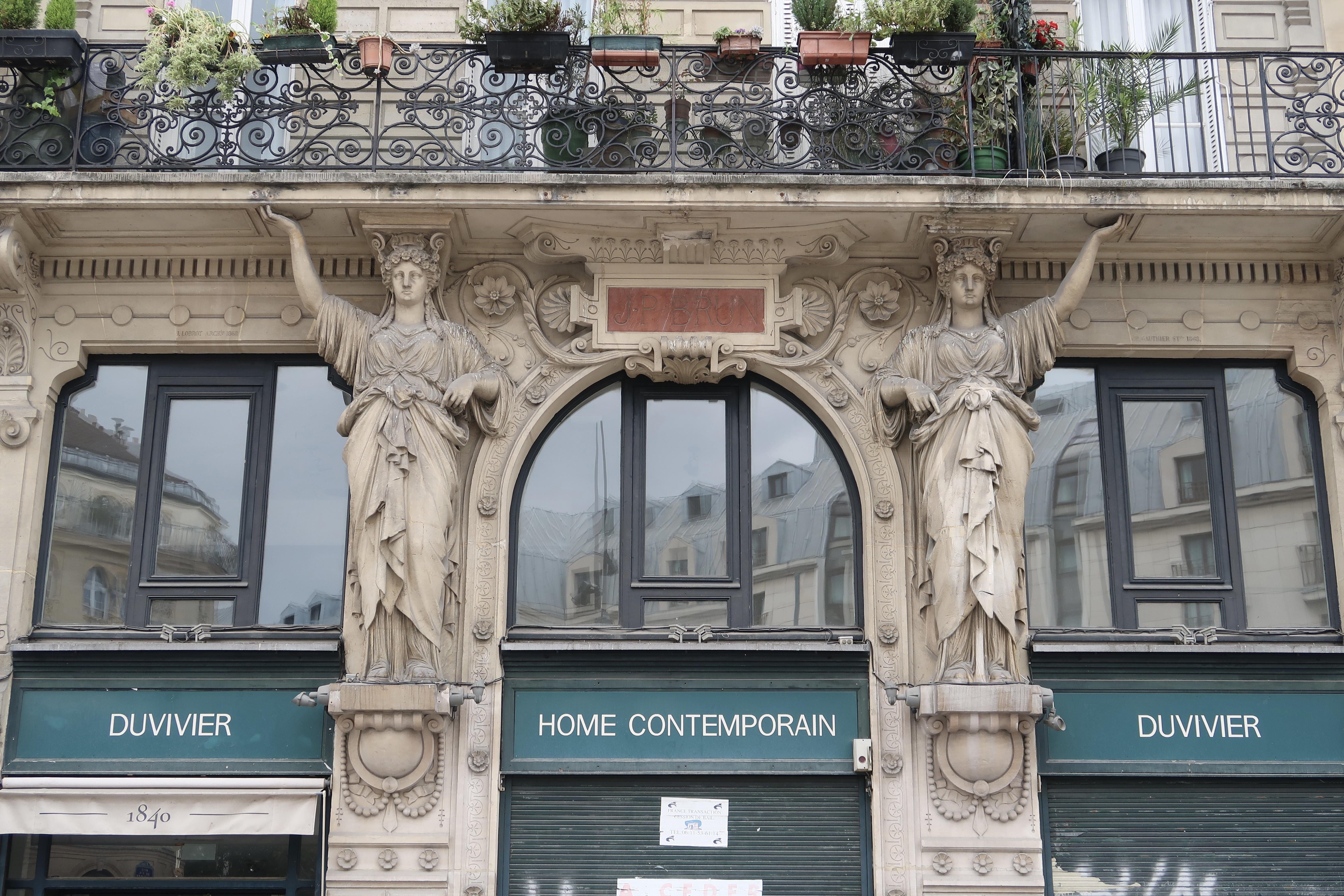
Cariatides au no 19.

- No 9 : immeuble haussmannien (1867) faisant angle avec la place Sainte-Opportune. La statue moderne de sainte Opportune de Montreuil placée dans une niche fait face à l'emplacement de l'ancien cloître de l'église paroissiale Sainte-Opportune, vendue comme bien national et démolie sous la Révolution.
- No 15 : emplacement de l'ancien pavillon des Drapiers[3] construit en 1660, façade démontée en 1868 et transférée au musée Carnavalet[4], caves toujours existantes au sous-sol du centre d'exposition Crémerie de Paris.
- À l'extrémité du no 15 : hôtel de Villeroy construit en 1560-1640, ancien haut lieu du royaume de France (environ 1500-1671). L'hôtel était un lieu d'enfance de Louis XIV et de son ami, François de Villeroy. Le bâtiment fut vendu en 1671 et il a par la suite joué un rôle important dans l'histoire de la Poste (1671-1738)[5], habitations et depuis 2011 centre d'exposition.
L'hôtel de Villeroy se situait également sur la rue de la Limace qui a été remplacée en 1870 par la construction de la rue des Halles. Cette partie existe toujours, mais elle est cachée par les actuels immeubles des nos 17, 19 et 21de la rue des Halles. Le bâtiment a été classé monument historique in extremis, car très délabré à une époque et propriété de la Belle Jardinière, il devait céder la place à la promotion immobilière pour devenir un immeuble de parkings.
- No 19 : bâtiment construit en 1870 avec des cariatides remarquables réalisées par le sculpteur Charles Gauthier. Ce bâtiment était occupé par le restaurant Les Bouchons, disparu en 1990.
- Nos 23 et 32 : bâtiments détruits en 1970 pour céder la place à un immeuble de logements dans le style des années 1970 avec des façades en verre. Cet immeuble occupe également une partie du sol de la dernière partie de la rue des Halles et il coupe la vue de la rue vers le jardin qui occupe l'emplacement des pavillons construits par Victor Baltard. Le 32 de la rue des Halles abritait le siège de la Banque franco-argentine.

### Cariatides et sculptures
Diverses cariatides et sculptures se trouvent le long de la rue des Halles.
L'entrée de la station de métro Châtelet se trouvant place Sainte-Opportune, entre les 8 et 10 de la rue des Halles, a été restaurée en 2000.
Une statue de sainte Opportune orne la façade du 9-11, rue des Halles en mémoire de l'église Sainte-Opportune qui fut détruite lors du percement de la rue des Halles. Sur les façades du 11 et du 19, rue des Halles se trouvent des sculptures de Charles Gauthier qui constituent un exemple du style éclectique de la période haussmannienne.

### Expositions
La Crèmerie de Paris (11 et 15, rue des Halles) et le restaurant Gladines, (11, rue des Halles) organisent des expositions Pop up.
En juin 2014, la franchise japonaise Pokémon y organise une exposition « Pokémon Center Europe, ». La file d'attente de cette exposition traverse la rue des Déchargeurs et se prolonge le long de la rue de Rivoli.
En février-mars 2015, la marque française Renault présente la nouvelle voiture Twingo (3e génération) dans la rue des Halles .
Le 1er septembre 2015, la marque japonaise Konami y organise le lancement du jeu vidéo Metal Gear V.

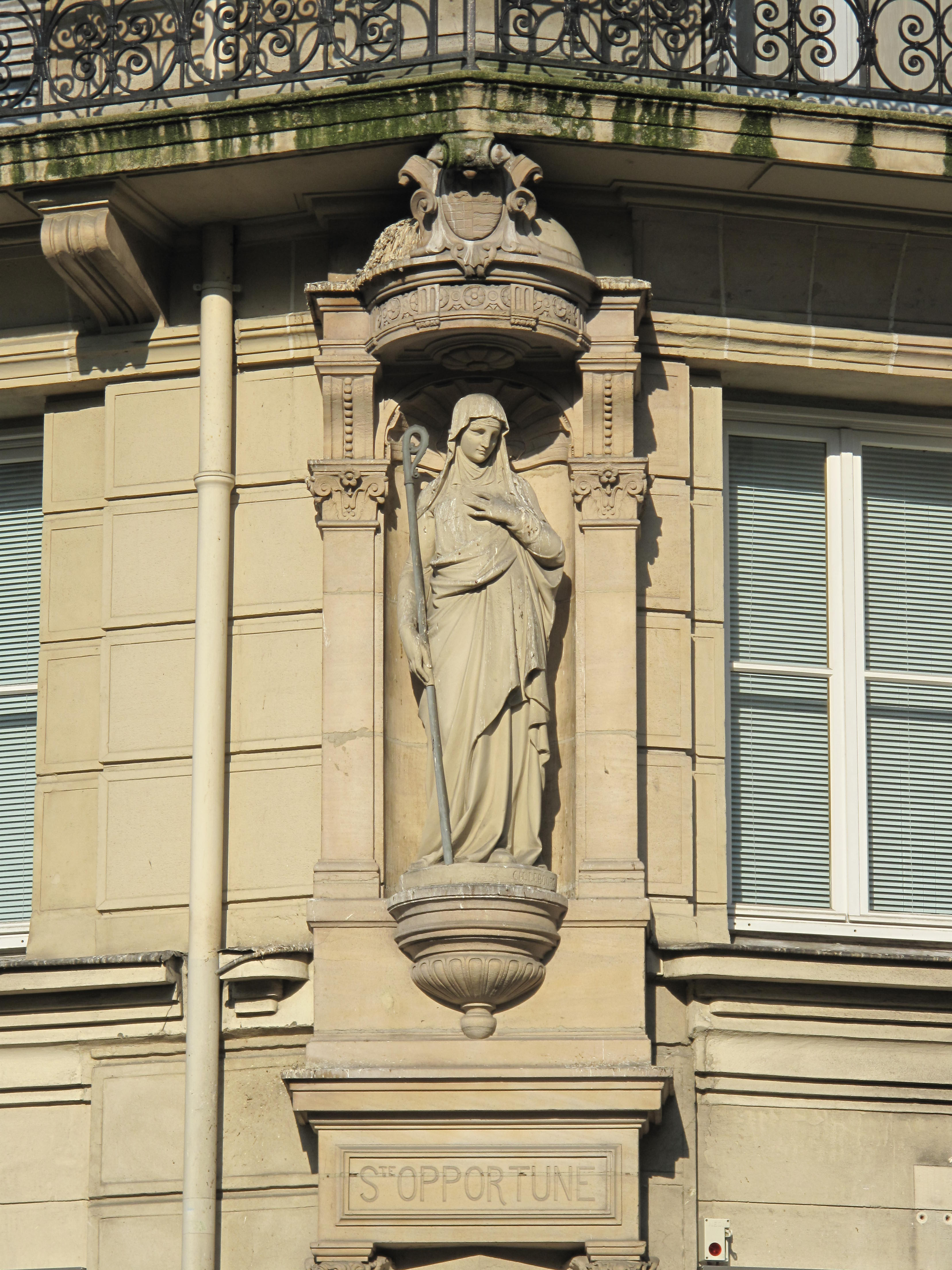
Statue de sainte Opportune située place Sainte-Opportune, à l'angle de la rue des Halles et de la rue des Lavandières-Sainte-Opportune (Paris 1er).
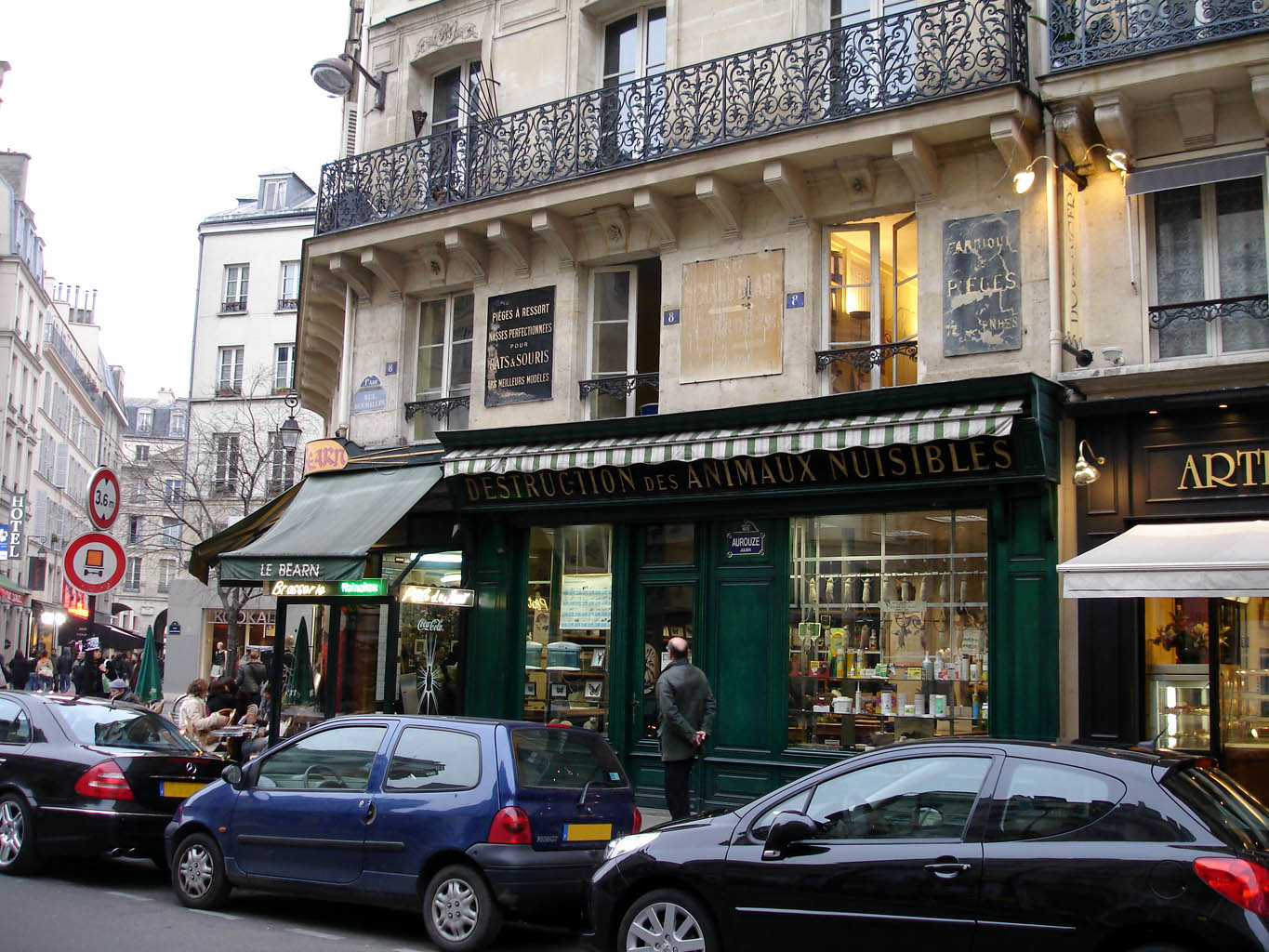
La boutique de dératisation de l'entreprise Julien Aurouze, 8, rue des Halles à Paris. Elle a été fondée en 1872[14].
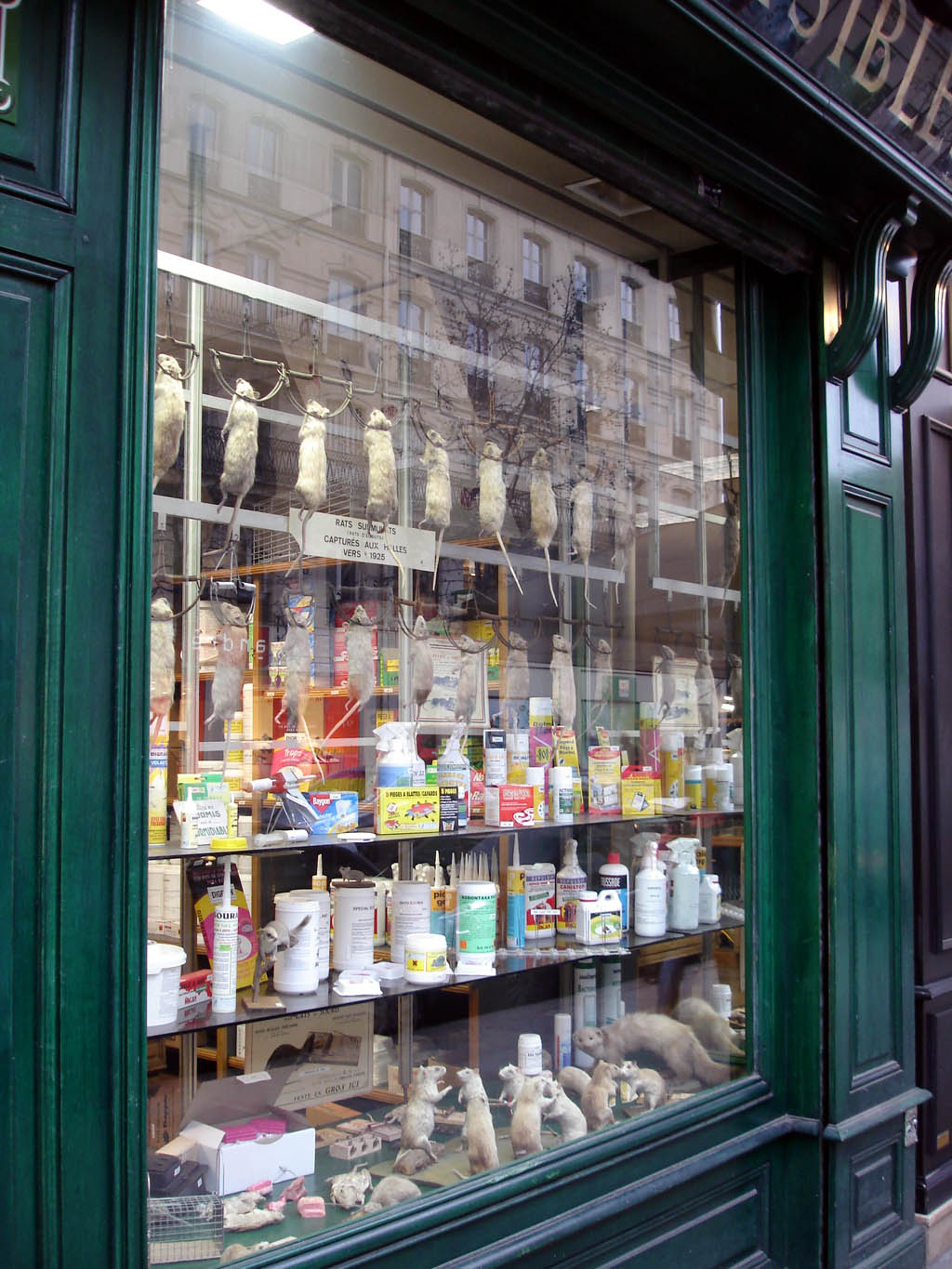
Vitrine de la boutique de dératisation de l'entreprise Julien Aurouze : elle apparaît à peu près ainsi dans le film d’animation Ratatouille (2007).
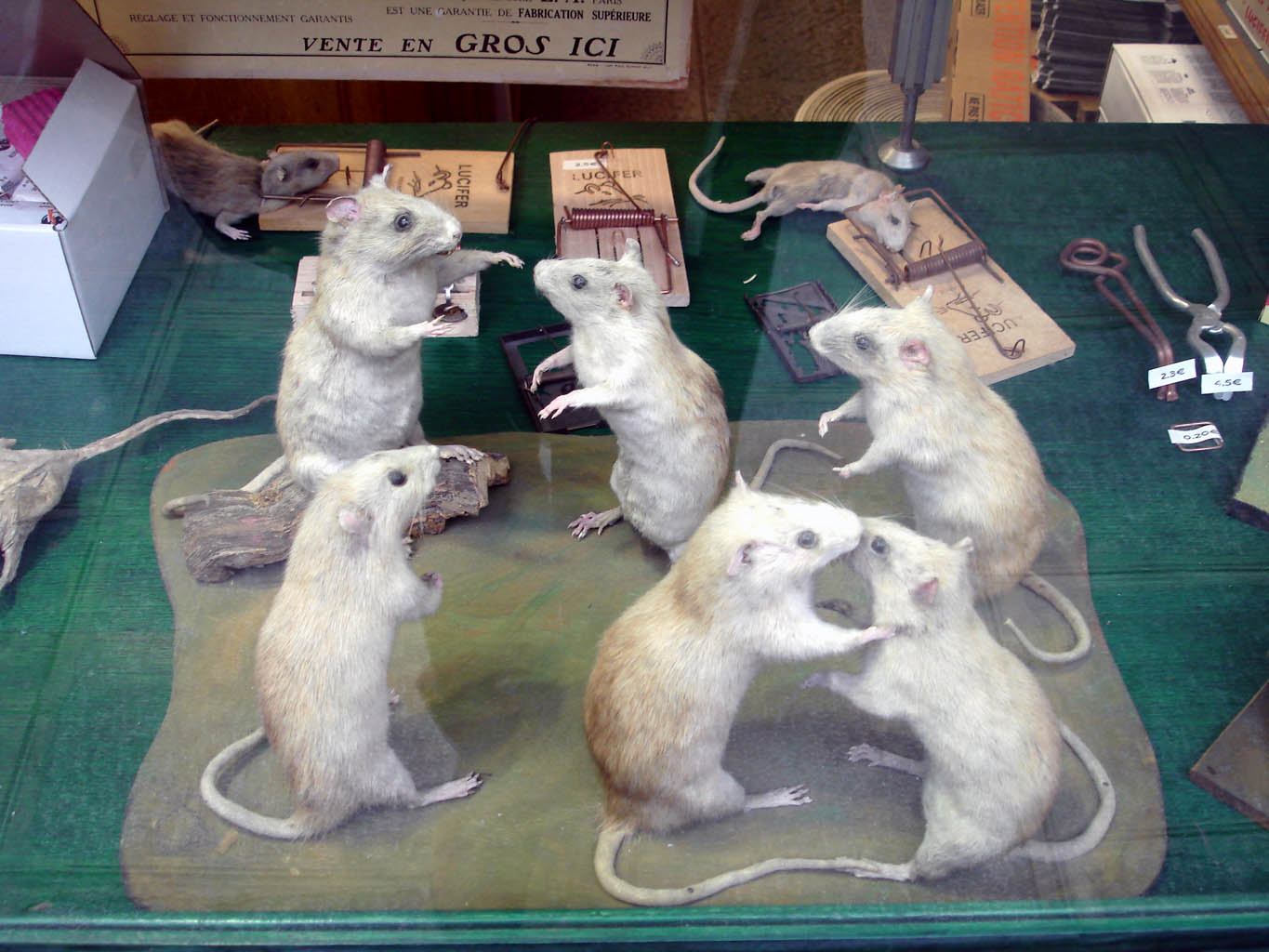

### Postérité
La rue des Halles est citée dans la chanson Viens Fifine chantée par Jean Gabin.
Robert Doisneau a photographié la vitrine de la maison Aurouze.

## Pour approfondir